# Movimento dos direitos civis dos negros nos Estados Unidos
O movimento dos direitos civis dos negros nos Estados Unidos foi a campanha por direitos civis e igualdade para a comunidade afro-americana nos Estados Unidos. Os negros foram escravizados nos EUA de 1619, trazidos da África por colonos ingleses, até 1863, com o fim da Guerra Civil, a Proclamação de Emancipação e o início da Reconstrução Americana. A escravidão foi a base da economia dos estados do Sul, e marcou profundamente as relações sociais nessa região.
Todavia, a situação legal dos negros permaneceu por longo tempo inferior à dos demais cidadãos, com as leis Jim Crow, a segregação racial, a doutrina "separados, mas iguais" e a atuação da Ku Klux Klan. Embora a Constituição americana garantisse direitos fundamentais a todos os cidadãos desde 1787, os negros tinham prerrogativas legais negadas por legislações estaduais, com base no princípio dos direitos dos estados.
A doutrina da incorporação, a partir de 1873, levou à gradual extensão dos direitos constitucionais fundamentais para todos os cidadãos. Na virada do século, ativistas como W. E. B. Du Bois criaram a Associação Nacional para o Progresso de Pessoas de Cor, em defesa da igualdade racial e do progresso da comunidade negra. A decisão do caso Brown v. Board of Education na Suprema Corte americana, em 1954, foi o fundamento legal para o fim da segregação racial. Rosa Parks liderou, no ano seguinte, o boicote aos ônibus de Montgomery.
Na década de 1960, Malcolm X, com um discurso mais virulento, e Martin Luther King Jr., um pacifista, reclamaram o fim da discriminação institucional. A marcha sobre Washington e a concessão do Prêmio Nobel da Paz a King em 1964 trouxeram atenção mundial para a causa afro-americana. A Lei de Direitos Civis de 1964 e a Lei dos Direitos ao Voto de 1965, ambas promovidas pelo presidente Lyndon B. Johnson, do Partido Democrata, codificaram as conquistas dos negros. Elas asseguraram o fim da segregação racial em espaços públicos, ainda que sejam propriedade privada, e o voto universal, independentemente de nível educacional ou condição social.

## Causas

### Discriminação Racial
A discriminação étnica e o racismo são características marcantes da sociedade estado-unidense desde os tempos coloniais. As principais questões que se discutem sobre a era colonial são as diferenças políticas e econômicas entre as colônias do norte e as do sul, enquanto as primeiras se basearam no sistema de colonização de povoamento ou de ocupação, as últimas foram comandadas sob o de colonização de exploração. o sistema de colonização exploratório das colônias sulinas, com economia centrada no plantation, difundiu-se através de um clima favorável ao seu desenvolvimento: verões extremamente quentes com chuvas regulares. Esse tipo de agricultura propiciou o surgimento de uma oligarquia forte, com estreitos laços comerciais e políticos com o exterior, impulsionando a hierarquização da sociedade e, por isso, o tráfico de escravos passou a ser um dos principais métodos de obtenção de mão-de-obra nas colônias sulinas a partir do início do século XVIII. Durante esse mesmo século, a população norte-americana sofreu um forte aumento populacional advindo do tráfico negreiro para o cultivo de algodão, milho e tabaco. O modelo de economia agrário do sul fez com que este se tornasse uma sociedade essencialmente arraigada ao campo, trazendo consequências diretas para o seu desenvolvimento econômico e social. A industrialização aconteceu de forma tardia na região (em comparação com o norte), devido à não acumulação de capital imobiliário, pois a classe detentora do poder não "arriscou" a troca de seus escravos para as áreas industriais, temendo um ganho extremamente inferior ao da agricultura de exportação, bem como adiou a própria abolição da escravatura.
As diferenças entre o norte e o sul dos Estados Unidos marcaram a Guerra Civil Americana. A guerra surgiu quando os estados sulistas se uniram e declararam sua separação do resto do país, criando os Estados Confederados da América. Do outro lado, estava a União, representada pelos estados que eram contrários ao sistema escravista. A União venceu a guerra, deixando milhares de mortos do lado perdedor e fazendo a economia deste estagnar. Famílias de aristocratas perderam suas fortunas, muitas cidades entraram em declínio e a pobreza aumentou. Este cenário fez com que o período da escravidão fosse lembrado de forma positiva por grande parte da população local, resultando no surgimento de organizações de supremacia branca. A mais famosa dessas organizações, a Ku Klux Klan, foi responsável por realizar atos de ódio contra os negros, centenas de pessoas foram perseguidas, linchadas, espancadas e mortas pelo grupo. Além da atuação de grupos de supremacistas, também se destacaram atos de linchamento promovidos pela população contra pessoas afro-americanas, muitos não chegaram a ser julgados nos sistemas de justiças dos municípios onde ocorriam e foram anunciados em jornais.

### Leis Jim Crow
As Leis Jim Crow foram um conjunto de leis estaduais promulgadas nos estados do sul que institucionalizavam a segregação racial em seus territórios. Após a Guerra de Secessão, o então presidente dos Estados Unidos Abraham Lincoln assinou a Proclamação de Emancipação, lei que aboliu a escravidão no país. Porém, essa lei não realizou mudanças significativas na situação social dos negros da região sul, fazendo com que muitos deles vivessem em situação de pobreza e voltassem a trabalhar para seus antigos senhores. Segundo Alexis de Tocqueville, os negros antes da abolição eram tratados com uma certa benignidade e até compaixão, ele também chegou a dizer que “o preconceito que repele os negros parece crescer à proporção que os negros deixam de ser escravos, e a desigualdade grava-se nos costumes à medida que se apagam das leis”.
A expressão "Jim Crow" era utilizada de forma pejorativa para se referir a qualquer negro nos Estados Unidos de então. Entre as questões em que essas leis impunham restrições à população afro-americana se destacaram: o direito de votar, que era restrito, e o casamento inter-racial, que chegou a ser proibido. Além disso, as leis determinavam a criação de instalações separadas para brancos e negros em estabelecimentos comerciais e até nas escolas e transporte públicos. As leis Jim Crow perderam validade legal após as Lei de Direitos Civis de 1964.

### Doutrina "Separados, mas iguais" e caso Plessy v. Ferguson

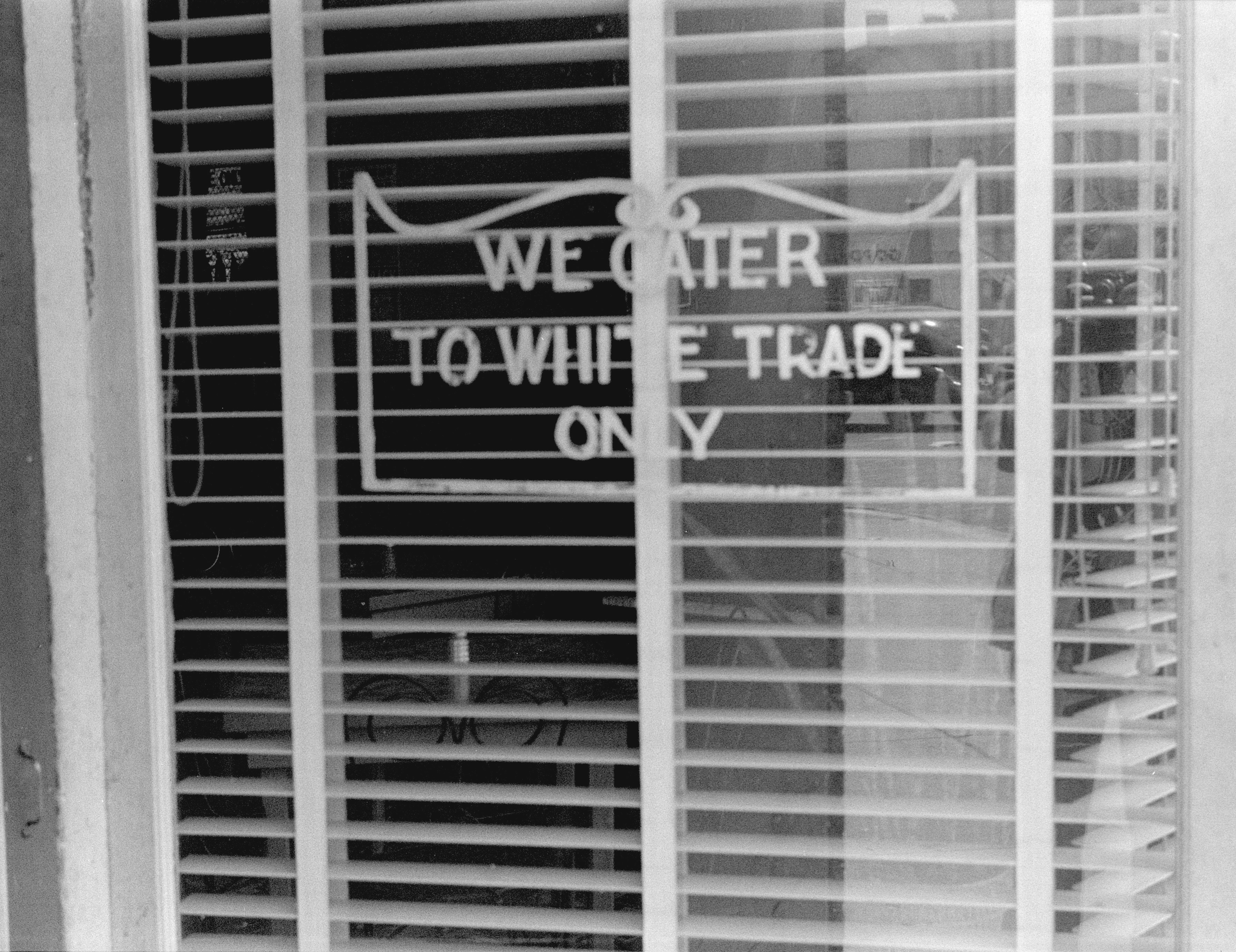
Uma vitrine de um restaurante em Lancaster, Ohio, que diz "Nós atendemos apenas brancos".

"Separados, mas iguais" foi uma doutrina jurídica da lei constitucional que justificava e permitia a segregação racial nos Estados Unidos como não sendo uma violação da décima-quarta emenda da constituição, que garantia proteção e direitos civis iguais a todos os cidadãos. Sob esta doutrina, o governo podia permitir que setores públicos ou privados como os de serviços, moradia, educação e transporte pudessem ser separados baseado em raça, desde que a qualidade de cada um destes serviços fosse igual. Essa doutrina foi utilizada como argumento jurídico pela constitucionalidade das Leis Jim Crown. Esta doutrina foi confirmada na decisão Plessy v. Ferguson de 1896 pela Suprema Corte dos Estados Unidos, que legalizou a segregação racial no nível estadual.
A corte decidiu, por 7 votos a 1 (com a abstenção de David Josiah Brewer), declarar que a segregação nos estados do sul não violava a constituição. O juiz Henry Billings Brown, ao falar pela maioria que aprovou a decisão, afirmou que a segregação não implicava em inferioridade, aos olhos da lei, dos afro-americanos e que a separação por raça em locais e serviços públicos era uma mera questão política. A voz dissidente dentro da Corte, o juiz John Marshall Harlan, disse que a lei dos Estados Unidos não afirmava que o país tinha um sistema de castas, que a constituição não via a cor da pele de seus cidadãos e que todos eram iguais perante a lei. A doutrina “separados, mas iguais” perdeu seu valor jurídico com a decisão da Suprema Corte no caso Brown v. Board of Education em 1954.

## Principais lideranças

### Martin Luther King Jr.

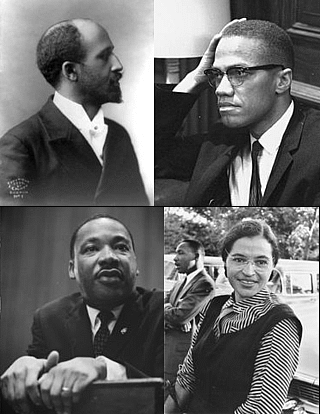
Figuras destacadas do movimento dos direitos civis dos negros nos Estados Unidos. Do alto, em sentido horário: W. E. B. Du Bois, Malcolm X, Rosa Parks e Martin Luther King Jr.

Martin Luther King Jr. é considerado um dos mais importantes líderes de movimentos que conclamavam pela ampliação dos direitos civis aos negros estadunidenses nas décadas de 1950 e 1960. King era um pastor protestante pacifista e adepto das ideias de desobediência civil preconizadas por Mahatma Gandhi. De acordo com Gilberto Carvalho de Oliveira, professor de relações internacionais da UFRJ, "King considera que a resistência não violenta e a desobediência civil não devem ser usadas como uma via para humilhar ou derrotar o oponente, mas sim como uma forma de ganhar a sua amizade e a sua compreensão". Durante a Marcha sobre Washington, Martin Luther King realizou o seu discurso mais famoso, conhecido como "Eu Tenho um Sonho" em que defendeu uma sociedade onde todos seriam iguais sem distinção de raça e que negros e brancos poderiam conviver em harmonia.
Participou ativamente de diversos protestos e manifestações, entre eles se encontram: o Boicote aos ônibus de Montgomery (1955-1956), Marchas de Selma a Montgomery (1965) e a Campanha das Pessoas Pobres (1968). Ademais, King é visto como um forte opositor da Guerra do Vietnã. Em 1957, fundou e presidiu a Conferência da Liderança Cristã do Sul (SCLC). Em 1964 recebeu o Prêmio Nobel da Paz. Martin Luther King Jr. foi assassinado, em Memphis, no dia 4 de abril de 1968; James Earl Ray foi condenado pelo crime um ano depois.

### Bayard Rustin
Bayard Rustin foi um dos líderes do movimento dos direitos civis. Ele atuou como um mentor para Martin Luther King, Jr. na questão da resistência civil não-violenta e foi um dos organizadores da Marcha sobre Washington. Rustin era abertamente gay e, na parte final da sua carreira, defendeu causas homossexuais. Pouco antes da sua morte, em 1987, Rustin disse: "O barômetro da nossa posição sobre a questão dos direitos humanos já não reside na comunidade negra, mas na comunidade gay. Porque é esta comunidade que é mais facilmente maltratada".

### Malcolm X
Malcolm X foi uma importante liderança do movimento dos direitos civis; porém, diferente de líderes como Martin Luther King Jr., ele queria a separação total entre negros e brancos, com a independência econômica e a criação de um Estado autônomo para os afro-americanos. Depois de ser preso por roubo em 1946, Malcolm Little passou a ter contato com os ensinamentos de Elijah Muhammad, líder do grupo Nação do Islã, convertendo-se a essa religião e trocou o nome "Little" por "X",  dizendo que "o X significa a rejeição do nome de escravo [Little] e ausência de um nome africano para ocupar o seu lugar".
Diferente de Martin Luther King, Malcolm X defendia que a violência deveria ser utilizada pelos negros como um método de autodefesa e considerava o método da não-violência ineficiente, ele também chegou a acusar King de se submeter aos brancos, tentar subjugar os negros e fazer com que eles não se defendessem. Em seu discurso mais famoso, ele criticou a Marcha sobre Washington, dizendo que esta foi um movimento manipulado pelo governo dos Estados Unidos com a ajuda das lideranças que ele chamava pejorativamente de The Big Six. Nesse mesmo discurso, que ficou conhecido como Mensagem a Grass Roots, ele procurou descrever a diferença entre a "revolução preta" e a "revolução do Negro", sendo que a primeira era violenta e a última não-violenta e, por isso, considerada por ele como uma farsa. Em 1964, Malcolm X foi banido do Nação do Islã devido a divergências políticas entre ele e Elijah Muhammad. Poucos meses após fundar o seu próprio grupo, a Organização da Unidade Afro-Americana, Malcom X foi assassinado por três membros da Nação do Islã em 21 de fevereiro de 1965.

### W. E. B. Du Bois
William Edward Burghardt Du Bois foi um ativista pioneiro no movimento dos direitos civis e um dos fundadores da Associação Nacional para o Progresso de Pessoas de Cor (NAACP) em 1909. Foi um defensor do Pan-africanismo e, durante a Guerra Fria, passou a considerar o capitalismo como o responsável pela subjugação dos negros, simpatizando com o socialismo e o comunismo. Antes da NAACP, William foi secretário da Conferência Pan-Africana de 1900 e líder do grupo Niagara Movement. Foi um opositor de Booker T. Washington e do Compromisso de Atlanta. Além dos negros, defendeu as mulheres, os judeus e os trabalhadores, tornando-se um dos fundadores do movimento pelos direitos civis. Du Bois morreu aos 95 anos, em 1963, em Acra onde passou os últimos de anos de vida.

### Rosa Parks
Rosa Parks era uma costureira do estado do Alabama que trabalhava para a seção da NAACP na cidade de Montgomery. No dia 1 de dezembro de 1955, ela estava andando de ônibus sentada num fileira reservada às pessoas negras. Quando um homem branco entrou, o motorista do veículo disse a todos na fileira na qual ela estava que se movessem para trás para criar uma nova para os brancos. Ao mesmo tempo em que todos os outros negros na fila cumpriram o determinado, Rosa recusou-se e foi presa por desobedecer à ordem do motorista. Parks foi condenada a pagar uma multa de dez dólares, com mais quatro dólares de custos judiciais. Esse acontecimento o que gerou o boicote aos ônibus de Montgomery. Como consequência, Rosa Parks é considerada uma pioneira, e as vezes até como a mãe do Movimento dos Direitos Civis. Morreu de causas naturais em 24 de outubro de 2005.

### Amelia Boynton Robinson
Amelia Boynton Robinson foi uma das lideranças do movimento dos direitos civis no Alabama e figura chave nas Marchas de Selma a Montgomery em 1965. Atuou como agente do Departamento de Agricultura (USDA) em Selma, foi nesse trabalho em que ela conheceu o seu futuro marido, Samuel William Boynton. A maioria dos afro-americanos foi efetivamente excluída da política por décadas e, por isso, passava por dificuldades para fazer o registro para poder votar. Em 1963, Samuel Boynton morreu. Em 1964 Boynton concorreu para o Congresso pelo Alabama, esperando encorajar o registro dos negros para a eleição. Ela foi a primeira mulher afro-americana a disputar um cargo eletivo no Alabama e a primeira mulher de qualquer raça a disputar pelo Partido Democrata naquele estado, tendo recebido 10% dos votos. As Marchas de Selma a Montgomery, movimento em conseguiu destaque nacional devido a forma violenta como foi reprimido pela polícia local, resultaram na aprovação da Lei dos Direitos ao Voto em 1965, Amelia foi convidada de honra na Casa Branca no dia da assinatura do documento. Morreu aos 104 anos em 26 de agosto de 2015.